# Stadtbahn Utsunomiya
| |                           |                                      |                                      |
| |                           |                                      |                                      |
| Streckenlänge: | 14,6 km                   |                                      |                                      |
| Spurweite: | 1067 mm (Kapspur)         |                                      |                                      |
| Stromsystem: | 750 V =                   |                                      |                                      |
| Maximale Neigung: | 60 ‰                      |                                      |                                      |
| Minimaler Radius: | 25 m                      |                                      |                                      |
| Streckengeschwindigkeit: | 70 km/h                   |                                      |                                      |
| Zweigleisigkeit: | ganze Strecke             |                                      |                                      |
| |                           |                                      |                                      |
| Gesellschaft: | Utsunomiya Light Rail Co. |                                      |                                      |
| \| \| \| geplante Verlängerung nach Westen \| \| \| \| \| ↔ Tōhoku-Shinkansen \| \| \| \| \| ↔ Tōhoku-Hauptlinie \| \| \| \| \| Utsunomiya-eki higashi-guchi \| \| \| \| \| \| \| \| \| \| Higashi-Shukugō \| \| \| \| \| Ekihigashi kōen-mae \| \| \| \| \| Mine \| \| \| \| \| Yōtō 3-chōme \| \| \| \| \| Utsunomiya-daigaku Yōtō Campus \| \| \| \| \| Hiraishi \| \| \| \| \| Betriebswerk \| \| \| \| \| Hiraishi-chūō shōgakkō-mae \| \| \| \| \| Kinu \| \| \| \| \| Tobiyama jōseki \| \| \| \| \| Seiryō kōkō-mae \| \| \| \| \| Kiyohara chiku shimin sentā-mae \| \| \| \| \| Green Stadium \| \| \| \| \| Yuinomori-nishi \| \| \| \| \| Yuinomori-chūō \| \| \| \| \| Yuinomori-higashi \| \| \| \| \| Hagadai \| \| \| \| \| Haga-chō Kōgyōdanchi kanri sentā-mae \| \| \| \| \| Kashinomori kōen-mae \| \| \| \| \| Haga Takanezawa Kōgyōdanchi \| \| |                           |                                      |                                      |
| U-Bahn-Strecke nach links (außer Betrieb) · U-Bahn-Bahnhof quer (Strecke außer Betrieb) · U-Bahn-Strecke von rechts (außer Betrieb) |                           | geplante Verlängerung nach Westen    | geplante Verlängerung nach Westen    |
| Strecke quer · U-Bahn-Kreuzung mit Eisenbahn geradeaus unten (Strecke geradeaus außer Betrieb) |                           | ↔ Tōhoku-Shinkansen                  | ↔ Tōhoku-Shinkansen                  |
| Strecke quer · U-Bahn-Kreuzung mit Eisenbahn Ende Hochstrecke (Strecke geradeaus außer Betrieb) |                           | ↔ Tōhoku-Hauptlinie                  | ↔ Tōhoku-Hauptlinie                  |
| U-Bahn-Strecke von links · U-Bahn-Kopfbahnhof Strecke ab hier außer Betrieb und quer · U-Bahn-Strecke nach rechts (außer Betrieb) |                           | Utsunomiya-eki higashi-guchi         | Utsunomiya-eki higashi-guchi         |
| |                           |                                      |                                      |
| U-Bahn-Haltepunkt / Haltestelle |                           | Higashi-Shukugō                      | Higashi-Shukugō                      |
| U-Bahn-Haltepunkt / Haltestelle |                           | Ekihigashi kōen-mae                  | Ekihigashi kōen-mae                  |
| U-Bahn-Haltepunkt / Haltestelle |                           | Mine                                 | Mine                                 |
| U-Bahn-Haltepunkt / Haltestelle |                           | Yōtō 3-chōme                         | Yōtō 3-chōme                         |
| U-Bahn-Haltepunkt / Haltestelle |                           | Utsunomiya-daigaku Yōtō Campus       | Utsunomiya-daigaku Yōtō Campus       |
| U-Bahn-Haltepunkt / Haltestelle |                           | Hiraishi                             | Hiraishi                             |
| U-Bahn-Betriebs-/Güterbahnhof Streckenanfang und quer · U-Bahn-Abzweig geradeaus und nach rechts |                           | Betriebswerk                         | Betriebswerk                         |
| U-Bahn-Haltepunkt / Haltestelle |                           | Hiraishi-chūō shōgakkō-mae           | Hiraishi-chūō shōgakkō-mae           |
| U-Bahn-Brücke über Wasserlauf |                           | Kinu                                 | Kinu                                 |
| U-Bahn-Haltepunkt / Haltestelle |                           | Tobiyama jōseki                      | Tobiyama jōseki                      |
| U-Bahn-Haltepunkt / Haltestelle |                           | Seiryō kōkō-mae                      | Seiryō kōkō-mae                      |
| U-Bahn-Haltepunkt / Haltestelle |                           | Kiyohara chiku shimin sentā-mae      | Kiyohara chiku shimin sentā-mae      |
| U-Bahn-Haltepunkt / Haltestelle |                           | Green Stadium                        | Green Stadium                        |
| U-Bahn-Haltepunkt / Haltestelle |                           | Yuinomori-nishi                      | Yuinomori-nishi                      |
| U-Bahn-Haltepunkt / Haltestelle |                           | Yuinomori-chūō                       | Yuinomori-chūō                       |
| U-Bahn-Haltepunkt / Haltestelle |                           | Yuinomori-higashi                    | Yuinomori-higashi                    |
| U-Bahn-Haltepunkt / Haltestelle |                           | Hagadai                              | Hagadai                              |
| U-Bahn-Haltepunkt / Haltestelle |                           | Haga-chō Kōgyōdanchi kanri sentā-mae | Haga-chō Kōgyōdanchi kanri sentā-mae |
| U-Bahn-Haltepunkt / Haltestelle |                           | Kashinomori kōen-mae                 | Kashinomori kōen-mae                 |
| U-Bahn-Kopfbahnhof Streckenende |                           | Haga Takanezawa Kōgyōdanchi          | Haga Takanezawa Kōgyōdanchi          |

Die Stadtbahn Utsunomiya (jap. 宇都宮ライトレール Utsunomiya raitorēru; engl. Utsunomiya Light Rail) ist eine Stadtbahnlinie in Utsunomiya, der Hauptstadt der Präfektur Tochigi in Japan. Die kapspurige Strecke ist 14,6 km lang und verbindet den Bahnhof Utsunomiya mit der Nachbarstadt Haga. Nach knapp fünfjähriger Bauzeit wurde sie am 26. August 2023 eröffnet. Der Betrieb in Utsunomiya ist der erste vollständige Neubau einer Stadtbahn in Japan; zuvor bestehende Betriebe sind Umbauten früherer Eisenbahnstrecken.

## Projektentwicklung
Utsunomiya liegt im Norden der Kantō-Ebene in weitgehend flachem Gelände. Das regionale Schienennetz ist von Norden nach Süden ausgerichtet, während Verbindungen von Westen nach Osten bisher vollständig fehlten. Andererseits befinden sich im Osten der Stadt und im angrenzenden Haga ausgedehnte Industrieparks mit Tausenden von Arbeitsplätzen. Dies hat starken Pendlerverkehr zur Folge, der überwiegend mit Privatautos durchgeführt wird. Aus diesen Gründen ist der Motorisierungsgrad in Utsunomiya der zweithöchste aller japanischen Städte. Eine von der Präfektur- und der Stadtverwaltung in Auftrag gegebene Studie kam 2003 zum Schluss, dass eine leistungsfähige Ost-West-Verbindung unerlässlich ist, um der Zersiedelung entgegenzuwirken, der zunehmend überalterten Bevölkerung mehr Mobilität zu ermöglichen und eine Stadt der kurzen Wege zu entwickeln. Sie schlug eine moderne Stadtbahn vor, die zu einem späteren Zeitpunkt nach dem Vorbild des Karlsruher Modells mit bestehenden Bahnstrecken verknüpft werden könnte.
Aufgrund politischer Auseinandersetzungen und des Widerstands der vor Ort tätigen Busunternehmen verzögerte sich das Projekt um mehrere Jahre. Schließlich wurde am 6. November 2015 das Unternehmen Utsunomiya Light Rail Kabushiki-gaisha (宇都宮ライトレール株式会社) als Bauherr und zukünftiger Betreiber der Stadtbahn gegründet. Dabei handelt es sich um eine „Bahngesellschaft des dritten Sektors“, also eine öffentlich-private Partnerschaft. Die Stadt Utsunomiya hält 40,8 % des Aktienkapitals, die Präfektur Tochigi 10,2 % (Stand: 2018). Der Rest entfällt auf verschiedene Privatunternehmen, darunter die Bahngesellschaft Tōbu Tetsudō.
Im Oktober 2016 erteilte das MLIT die Baugenehmigung. Der Spatenstich erfolgte am 28. Mai 2018. Ursprünglich war die Eröffnung im Dezember 2019 geplant, doch stellte sich dieses Ziel bald als viel zu ambitioniert heraus. Der Fertigstellungstermin wurde zunächst um etwas mehr als zwei Jahre auf März 2022 verschoben. Nach einer weiteren Verzögerung erfolgte am 26. August 2023 die Eröffnung der Strecke zwischen dem Bahnhof Utsunomiya und dem Industriepark Haga Takanezawa.

## Strecke und Betrieb
Als Spurweite wurde die in Japan weit verbreitete Kapspur (1067 mm) gewählt, um in Zukunft die Stadtbahn mit bereits bestehenden Bahnstrecken verknüpfen zu können. Die 14,6 km lange Strecke ist zweigleisig ausgeführt und mit 750 V Gleichspannung elektrifiziert. Sie beginnt vor dem östlichen Ausgang des Bahnhofs Utsunomiya und verläuft zunächst ostwärts entlang der Hauptausfallstraße. Kurz vor der Überbrückung der Nationalstraße 4 befindet sich die Abzweigung zum Betriebswerk. Der Fluss Kinu wird auf einer eigenen Brücke überquert. Inmitten des Kiyohara-Industrieparks wendet sich die Strecke nach Norden, überschreitet danach die Stadtgrenze zu Haga und führt zum Haga-Takanezawa-Industriepark. Die östliche Endstation befindet sich neben dem Honda-Forschungszentrum. 11,1 km der Trasse verlaufen im Mittelstreifen bestehender Straßen, die restlichen 3,5 km verfügten über einen unabhängigen Bahnkörper. Das steilste Gefälle beträgt 60 ‰, der engste Kurvenradius 25 m.
Vorgesehen ist eine Geschwindigkeit von 40 km/h, während auf der Kinu-Brücke 70 km/h schnell gefahren werden kann. Die Stadtbahn verkehrt werktags von 4 Uhr bis Mitternacht, an Wochenenden von 5 bis 23 Uhr. Dabei ist der Fahrplan auf den letzten bzw. den ersten Shinkansen-Hochgeschwindigkeitszug von und nach Tokio ausgerichtet. Im Grundangebot verkehrt die Stadtbahn alle zwölf Minuten, während der Hauptverkehrszeiten verdichtet auf bis zu fünf Minuten, abends ausgedünnt auf bis zu 20 Minuten bzw. einzelne längere Zugfolgeabstände kurz vor Betriebsschluss. Die Baukosten werden auf 45,8 Milliarden Yen geschätzt (ca. 367 Millionen Euro im Januar 2019), gerechnet wird mit 16.300 Fahrgästen täglich.
Alle 19 Haltestellen sind vollständig barrierefrei und, wie in Japan üblich, durchnummeriert, beginnend mit 01 am Bahnhof Utsunomiya. Die Bahnsteige haben eine Länge von 30 Metern und sind so angelegt, dass sie ohne großen Aufwand auf 40 Meter verlängert werden können. Auf den Bahnsteigkanten sind die Positionen der Türen markiert, inklusive der Angabe über Mehrzweckbereiche sowie Sitzplätze für mobilitätseingeschränkte Personen. Die Haltestellenabstände variieren zwischen ungefähr 400 und 1900 Metern. Die Haltestellen Hiraishi (07) und Green Stadium (12) sind viergleisig angelegt und bieten als einzige Zwischenstationen Wendemöglichkeiten. Die Viergleisigkeit dient neben betrieblichen Vorteilen bei der Abwicklung beginnender und endender Fahrten auch die Möglichkeit zum Überholen durch Expressfahrten. Solche sind seit dem 1. April 2024 in der morgendlichen Hauptverkehrszeit in Richtung Haga im Fahrplan enthalten. Sie lassen die Haltestellen 02 bis 05 sowie 08 und 09 aus.
Anders als bei japanischen Straßen- bzw. Stadtbahnbetrieben üblich wird das Prinzip Fahrgastfluss nicht angewendet und es gibt auch keine Zugangssperren auf den Bahnsteigen. Teilweise davon ausgenommen sind Fahrgäste, die Einzelfahrscheine im Bartarif nutzen. Diese müssen an der vorderen Tür aussteigen und den Fahrpreis beim Fahrpersonal entrichten. Im Betrieb zeigte sich, dass durch die gegenüber Wochenenden und Feiertagen geringere Nutzung des Bartarifs von Montag bis Freitag an diesen Tagen die Reisezeit verkürzt werden kann. Seit dem 1. April 2024 beträgt sie 45 Minuten Richtung Haga und 44 Minuten Richtung Utsunomiya. An Wochenenden und Feiertagen verblieb sie bei 48 Minuten. Die Expressfahrten in Richtung Haga benötigen 42 Minuten.
Eine Bevorrechtigung der Stadtbahn an Lichtsignalanlagen ist, wie in Japan üblich, nicht gegeben. Da in der Innenstadt Utsunomiyas der Hauptstrom des Motorisierten Individualverkehrs in der gleichen Richtung verläuft, sind die Freigabezeiten für die Stadtbahn jedoch recht lang und die Durchschnittsgeschwindigkeiten der Stadtbahn mit 18,3 bis 20,9 km/h dennoch recht hoch.

## Fahrzeuge

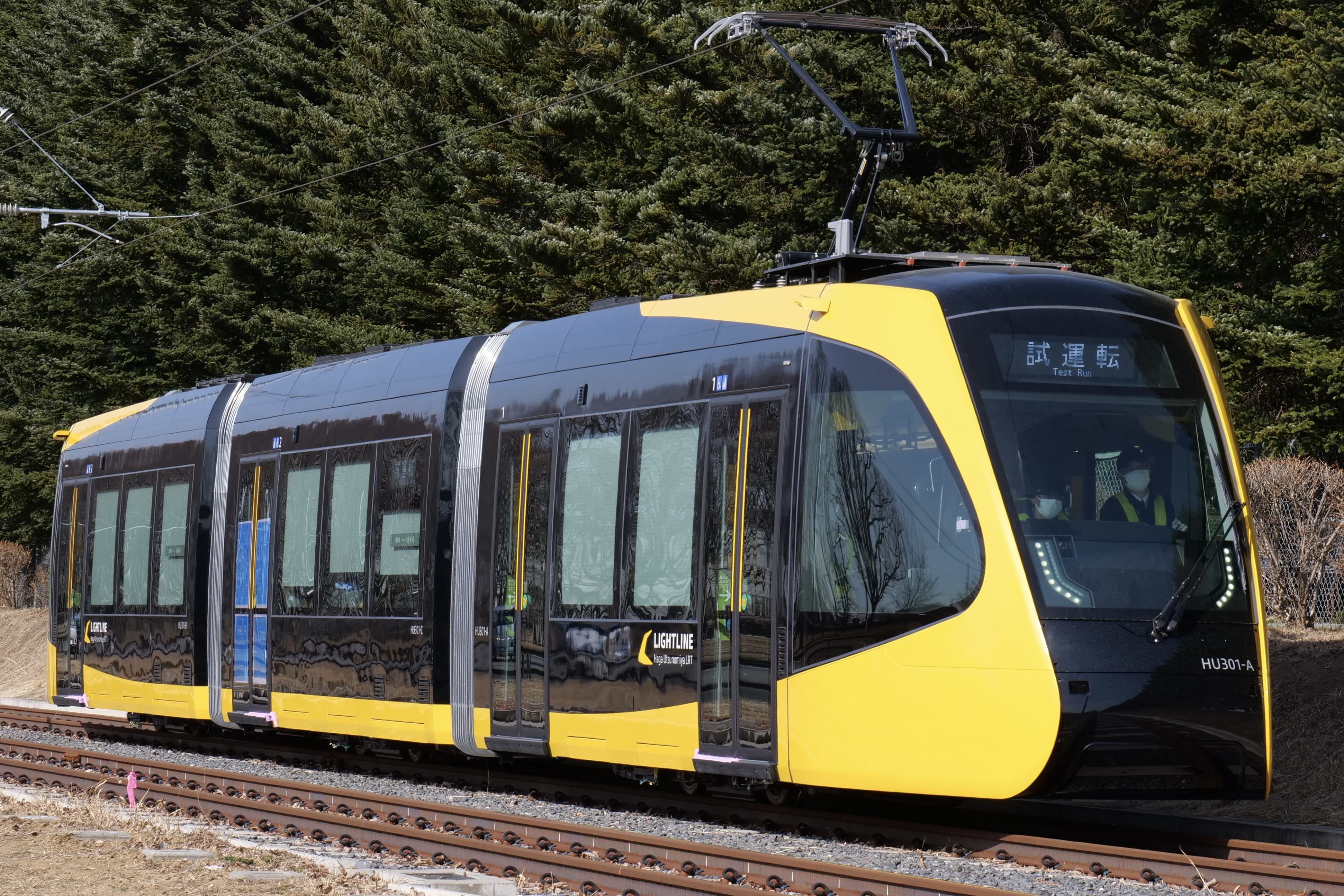
Detailansicht eines Straßenbahnwagens

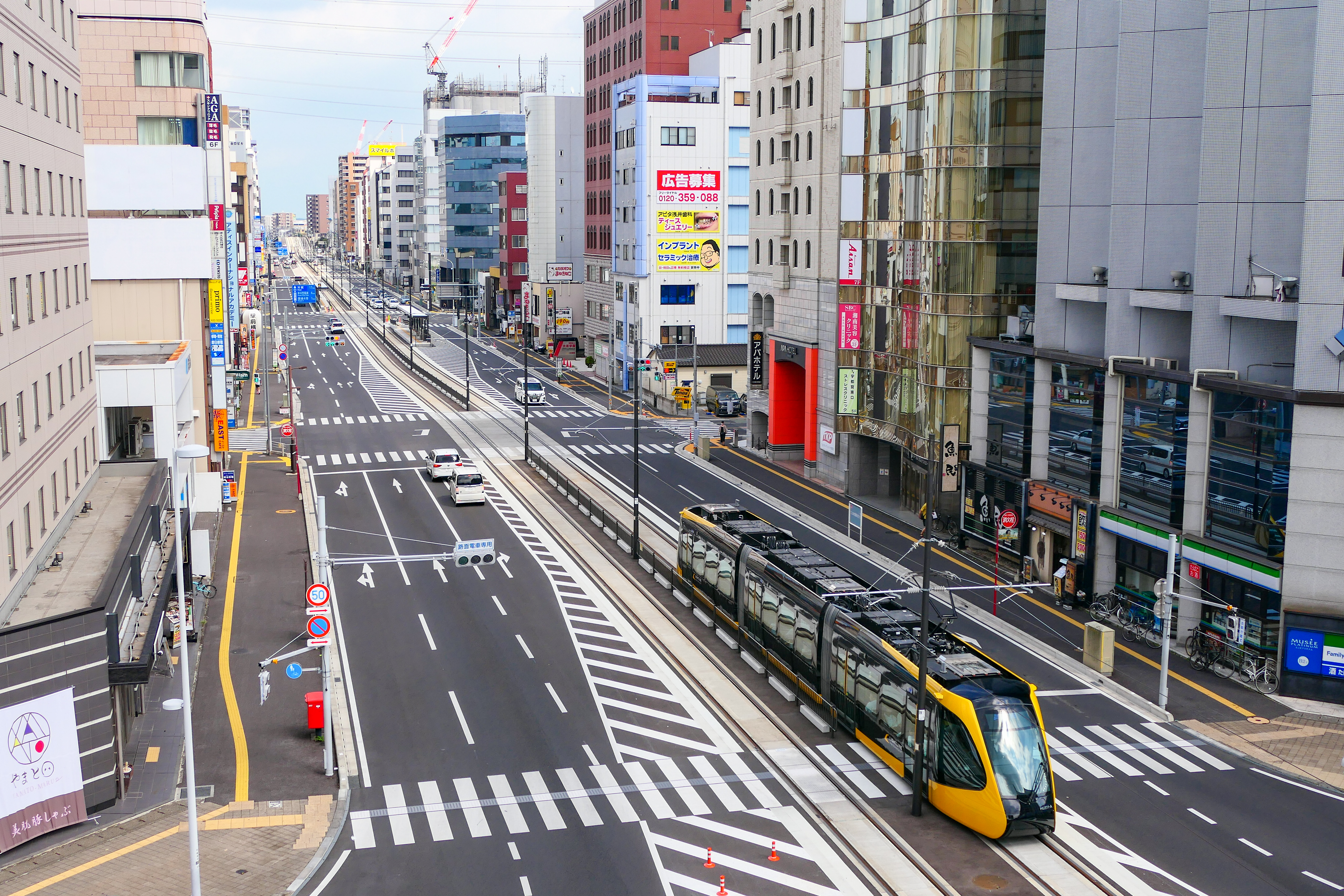
Testfahrt beim Bahnhof Utsunomiya (August 2023)

Der japanische Hersteller Niigata Transys fertigte in den Jahren 2021 und 2022 17 dreiteilige, niederflurige Kurzgelenkwagen des Typs HU300, welche auch als Lightline bezeichnet werden und deren Spezifikationen auf jenen des Typs Fukuram F1000 der Straßenbahn Fukui–Echizen basieren. Sie haben eine Länge von 29,52 Metern, eine Breite von 2,65 m und bieten 155 Personen Platz, davon 50 auf Sitzplätzen.

## Liste der Haltestellen
| Nr. | Name                                                                | km   | Anschlusslinien                                                                     | Lage   | Ort        |
| --- | ------------------------------------------------------------------- | ---- | ----------------------------------------------------------------------------------- | ------ | ---------- |
| 01  | Utsunomiya-eki highashi-guchi (宇都宮駅東口)                        | 00,0 | Tōhoku-Shinkansen Tōhoku-Hauptlinie (Utsunomiya-Linie) Karasuyama-Linie Nikkō-Linie | Koord. | Utsunomiya |
| 02  | Higashi-Shukugō (東宿郷)                                            | 00,4 |                                                                                     | Koord. | Utsunomiya |
| 03  | Ekihigashi kōen-mae (駅東公園前)                                    | 00,8 |                                                                                     | Koord. | Utsunomiya |
| 04  | Mine (峰)                                                           | 01,5 |                                                                                     | Koord. | Utsunomiya |
| 05  | Yōtō 3-chōme (陽東3丁目)                                            | 02,1 |                                                                                     | Koord. | Utsunomiya |
| 06  | Utsunomiya-Daigaku Yōtō Campus (宇都宮大学陽東キャンパス)           | 02,8 |                                                                                     | Koord. | Utsunomiya |
| 07  | Hiraishi (平石)                                                     | 03,7 |                                                                                     | Koord. | Utsunomiya |
| 08  | Hiraishi-chūō shōgakkō-mae (平石中央小学校前)                       | 04,2 |                                                                                     | Koord. | Utsunomiya |
| 09  | Tobiyama jōseki (飛山城跡)                                          | 06,1 |                                                                                     | Koord. | Utsunomiya |
| 10  | Seiryō kōkō-mae (清陵高校前)                                        | 07,4 |                                                                                     | Koord. | Utsunomiya |
| 11  | Kiyohara chiku shimin sentā-mae (清原地区市民センター前)            | 08,2 |                                                                                     | Koord. | Utsunomiya |
| 12  | Green Stadium (グリーンスタジアム)                                  | 09,0 |                                                                                     | Koord. | Utsunomiya |
| 13  | Yuinomori-nishi (ゆいの杜西)                                        | 10,7 |                                                                                     | Koord. | Utsunomiya |
| 14  | Yuinomori-chūō (ゆいの杜中央)                                       | 11,2 |                                                                                     | Koord. | Utsunomiya |
| 15  | Yuinomori-higashi (ゆいの杜東)                                      | 11,7 |                                                                                     | Koord. | Utsunomiya |
| 16  | Hagadai (芳賀台)                                                    | 12,4 |                                                                                     | Koord. | Haga       |
| 17  | Haga-chō Kōgyōdanchi kanri sentā-mae (芳賀町工業団地管理センター前) | 12,9 |                                                                                     | Koord. | Haga       |
| 18  | Kashinomori kōen-mae (芳賀台)                                       | 13,8 |                                                                                     | Koord. | Haga       |
| 19  | Haga Takanezawa Kōgyōdanchi (芳賀・高根沢工業団地)                  | 14,5 |                                                                                     | Koord. | Haga       |